# Wetteranomalien der 1430er Jahre

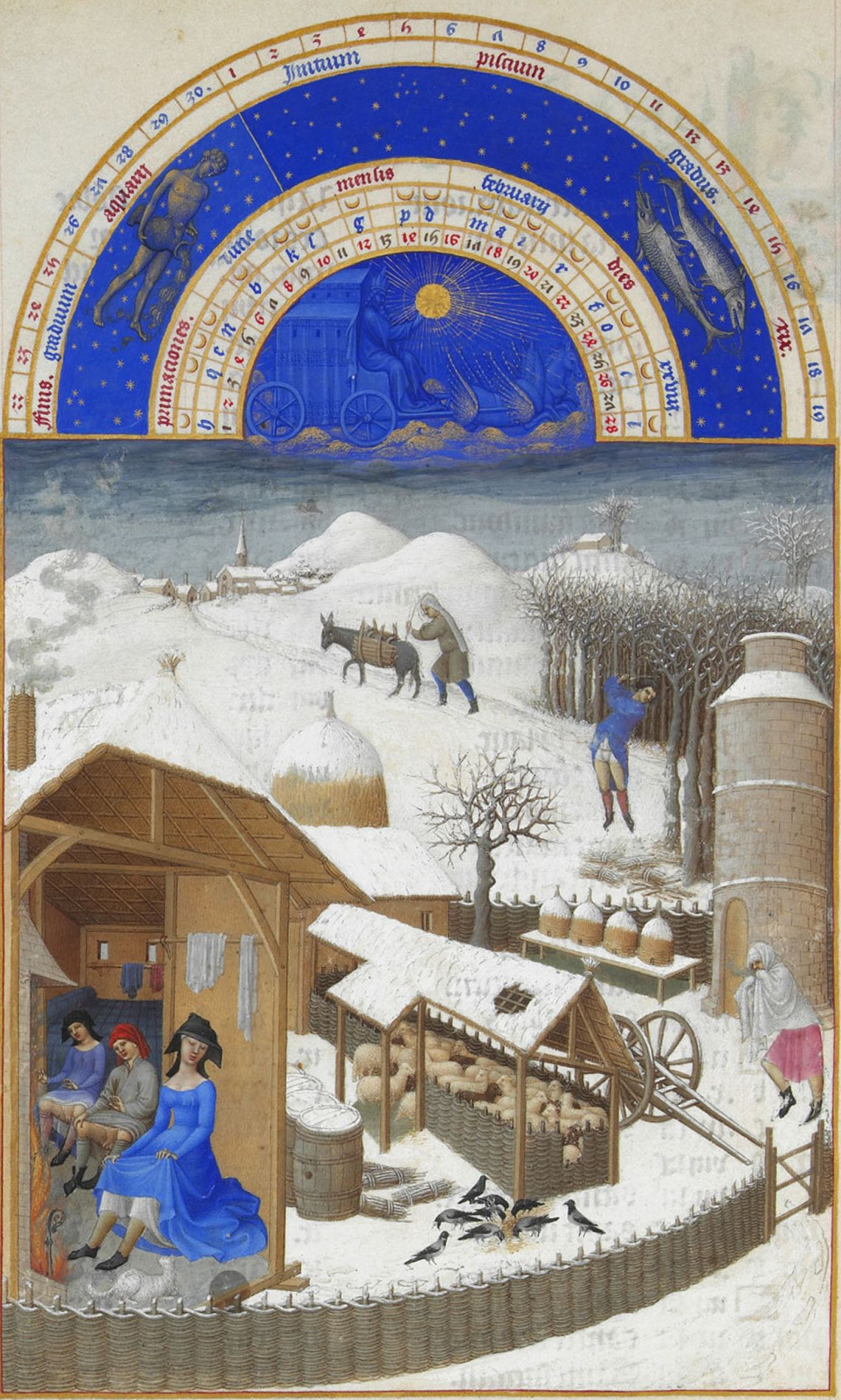
Ländliche Szene im Februar. Très Riches Heures. 1410er Jahre.

Die Winter der Jahre 1431 bis 1440 während des Hundertjährigen Krieges waren in Nordwest- und in Mitteleuropa die wahrscheinlich kältesten in der Zeit vom 14. bis zum 17. Jahrhundert. Die Wetteranomalien der 1430er Jahre mit sehr kalten und extrem langen Wintern wurden jeweils unterbrochen von warmen, regenreichen Sommern. Es waren vermutlich zufällige Schwankungen des Wettersystems, die zu dieser ausgesprochenen Klimaverschlechterung führten. Folge der Wetteranomalie war die Hungersnot der Jahre 1437–1440, die Hunderttausende Todesopfer in der unvorbereiteten Bevölkerung forderte.

## Kalte, lange Winter und Sommer mit viel Regen
Zu Beginn des 15. Jahrhunderts hatte sich das Leben in Europa gebessert, nachdem zuvor Seuchen die Bevölkerung dezimiert hatten. Man hoffte auf Arbeit und Auskommen. Doch die 1430er-Jahre wurden zu einem der härtesten Jahrzehnte.
Bereits am 20. November 1431 waren alle Flüsse Nord- und Mitteleuropas zugefroren, auch Donau, Rhein und Bodensee (→ Seegfrörnen des Bodensees). Über die zugefrorene Ostsee wanderten Wölfe von Norwegen nach Dänemark und weiter nach Süden. Sogar die Lagune von Venedig konnte vom 6. Januar bis 22. Februar 1432 zu Fuß überquert werden. In Frankreich erfroren die Weinstöcke. Da während des Winters kaum Schnee gefallen war, war die ausgebrachte Saat mangels isolierender Schneedecke extremer Kälte ausgesetzt und verdarb großenteils. Der Winter dauerte vielerorts bis März oder April. Das Schmelzwasser in den Flüssen staute sich zu Hochwasser, das die Städte überflutete. Besonders schwer traf es Orte entlang der Donau. Für Ungarn geht man davon aus, dass dieses Jahrzehnt das zweit-überflutungsreichste im gesamten Mittelalter war. Der langanhaltende Regen im Sommer 1432 ließ die verbleibende Ernte verrotten. Die Hungersnot begann 1432 in Böhmen. An anderen Orten in Europa waren die Speicher noch gefüllt. Ein Jahr später aber, nach einem weiteren harten Winter, verzeichnen sämtliche Handelschroniken von Dublin über Köln und Magdeburg bis Prag stark steigende Preise für Getreide. Im Winter 1432/33 musste in Schottland der Wein aufgetaut werden, um ihn trinken zu können. Es folgten weitere ungewöhnlich kalte und lange Winter. In Mitteleuropa froren im Jahr 1435 Flüsse wie der Rhein und große Seen wie der Bodensee und der Zürichsee zu. Der Getreidemangel zwang 1435 dazu, Brot aus Baumrinde herzustellen. Sogar in Norditalien und in Südfrankreich hielt das Winterwetter bis in den April an, lediglich der Süden des Kontinents blieb teilweise verschont.

## Folgen der zehnjährigen Wetteranomalien
Die Folgen der harschen Witterung während fast einer Dekade waren für die auf ein solches Ereignis völlig unvorbereitete Bevölkerung in Europa verheerend. Missernten und Hunger trugen zum Entstehen von Epidemien bei. Die niedrigen Temperaturen und nochmalige Frosteinbrüche während des späten Frühjahrs beeinträchtigten das Getreidewachstum, auch Weinberge und andere landwirtschaftliche Güter litten unter der Kälte. In England, Deutschland, Frankreich, den Niederlanden, Böhmen und der Schweiz kam es zu Missernten. In der Folge stiegen die Nahrungsmittelpreise erheblich, was zwischen 1437 und 1440 zum Ausbruch der schwersten europäischen Hungersnot des 15. Jahrhunderts führte. Die geschwächten Menschen wurden anfällig für Krankheiten und das feuchte Sommerwetter bot gefährlichen Keimen beste Voraussetzungen. Hunger und Epidemien forderten Hunderttausende Todesopfer an Menschen und Nutztieren. Die Bevölkerungszahl in Europa sank auf den tiefsten Stand des 15. Jahrhunderts. So registrierte man in der 5000 Einwohner zählenden Stadt Bern von August bis Weihnachten 1439 mehr als 1100 Todesfälle.
Welche Krankheiten und Seuchen die hauptsächlichen Todesursachen waren, lässt sich nicht mehr rekonstruieren. In den Chroniken wurde jedwede Krankheit als «pestis» (Seuche) bezeichnet. Es ist aber anzunehmen, dass die Bevölkerung unter anderem an Atemwegserkrankungen litt. Ein Teil der Todesfälle ist möglicherweise jedoch nicht auf eine Infektion der Atemwege zurückzuführen, sondern auf eine Vergiftung mit dem Mutterkornpilz (Claviceps purpurea). Der Pilz des Mutterkorns befällt Getreide bei zu feuchter Witterung. Die Symptome dieser Vergiftung kannte man im Mittelalter als Antoniusfeuer.
In ihrer Not wandte sich die verzweifelte Bevölkerung der Kirche zu, bei der sie Halt und Trost im Glauben fand. Sie machte Minderheiten und Außenseiter zu Schuldigen. Der Volksmund sprach den gerade eingewanderten Zigeunern die magische Kraft zu, das Wetter zu beeinflussen. Angst und Aggression entluden sich in Pogromen gegen Juden und Frauen, die als Hexen verfolgt wurden.
Der Kampf um Lebensmittel ließ lange befreundete Clans im Schottischen Hochland gegeneinander in den Krieg ziehen und in der Alten Eidgenossenschaft verhängte Zürich im Frühjahr 1438 eine Getreidesperre gegen Schwyz und Glarus, was sich im Hungerjahr 1438 besonders schwer auswirkte. Dieser Streit führte schließlich zum Alten Zürichkrieg.
Die Menschen passten sich jedoch auch an die kalte Witterung an. Neu errichtete Kornspeicher halfen Städten wie Basel, Straßburg, Köln und London, Missernten besser zu überstehen. Auch wurden Notfallpläne erstellt, die unter anderem den Import von Nahrung aus fernen Ländern vorsahen. Trotzdem blieben die Folgen der Katastrophendekade noch lange spürbar.

## Ursache der Wetteranomalien
Historiker und Klimaforscher aus ganz Europa sind der Frage nachgegangen, weshalb die Dekade nach 1430 vielleicht das kälteste Jahrzehnt des vergangenen Jahrtausends in Nordwest- und Zentraleuropa war. Auf Basis von Stellvertreterdaten aus Klimaarchiven, Baumring-, Seesediments- und Tropfsteinanalysen sowie historischen Dokumenten aus ganz Europa wurde ein umfassendes Klimamodell erstellt. Die Modelle bestätigten, dass die klimatischen Umstände zu dieser Zeit „sehr speziell waren“. Im untersuchten Zeitraum vom Jahr 1300 bis 1700 gab es demnach nichts Vergleichbares. Ob die 1430er-Jahre tatsächlich die kälteste Periode im vergangenen Jahrtausend waren, konnte nicht nachgewiesen werden. Mögliche Gründe für diese Anomalie wären etwa Staubpartikel, die durch Vulkanausbrüche in die Atmosphäre gelangten und Sonnenstrahlen vom Auftreffen auf der Erde abhielten, ähnlich wie 1815 der Ausbruch des Vulkans Tambora, der 1816 zum Jahr ohne Sommer führte. Auch eine generell reduzierte Sonnenaktivität zu dieser Zeit, das Spörerminimum, könnte in Frage kommen. Aber weder die damaligen Vulkanausbrüche noch die Änderungen in der Sonnenaktivität konnten in den Computersimulationen die Abkühlung erklären. Die Analysen zeigten, dass die Abkühlung viel eher durch eine ungünstige zufällige Kombination aus komplexen natürlichen Vorgängen im Zusammenspiel der Atmosphäre, der Ozeane und Landmassen verursacht wurde. Nach publizierten Ergebnissen lässt sich die Katastrophe der 1430er-Jahre mit zufälligen Schwankungen der Witterung erklären, durch die ein extrem langer Winter auf den nächsten folgte, unterbrochen jeweils von warmen Sommern, in denen viel Regen fiel.